# عرفان زینیلی
عرفان زینیلی (فنلاندی: Erfan Zeneli؛ زادهٔ ۲۸ دسامبر ۱۹۸۶) بازیکن فوتبال اهل فنلاند است.
از باشگاه‌هایی که در آن بازی کرده‌است می‌توان به باشگاه فوتبال هلسینکی، باشگاه فوتبال شاختار قراغندی، و باشگاه فوتبال مکابی پتخ تیکوا اشاره کرد.
وی همچنین در تیم‌های ملی فوتبال زیر ۲۱ سال فنلاند و فنلاند بازی کرده‌است.